# Półtusze
Półtusze – skała we wsi Rodaki w województwie małopolskim, w powiecie olkuskim, w północnej części gminy Klucze, na Wyżynie Częstochowskiej będącej częścią Wyżyny Krakowsko-Częstochowskiej.
Zbudowana z twardych wapieni skalistych skała znajduje się w lesie na południowych stokach wzniesienia Świniuszka, nieco poniżej jego partii szczytowej. Jest najwybitniejszą wśród wielu skał na tym stoku. Uprawiana jest na niej wspinaczka skalna. Jest 7 dróg wspinaczkowych o trudności od VI do VI.4 w skali Kurtyki. 3 z nich mają zamontowane stałe punkty asekuracyjne: plakietki (p) i bolty zjazdowe (b), na pozostałych wspinaczka tradycyjna (trad.). Na drogach nr 1 i 4 asekuracja jest trudniejsza od samej wspinaczki.
1. Starodziad; VI.1+
2. Szparak; VI.1, trad.

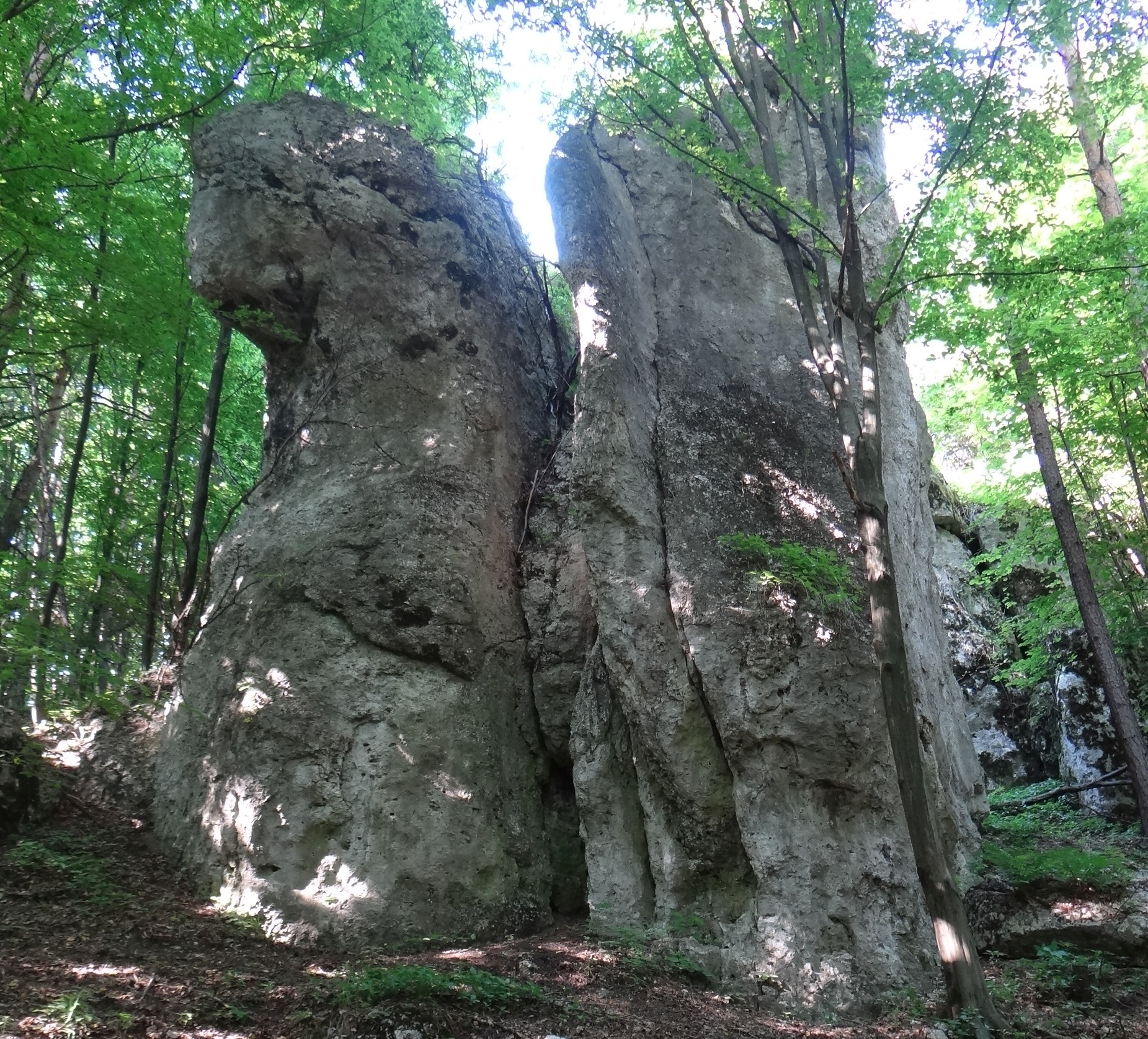
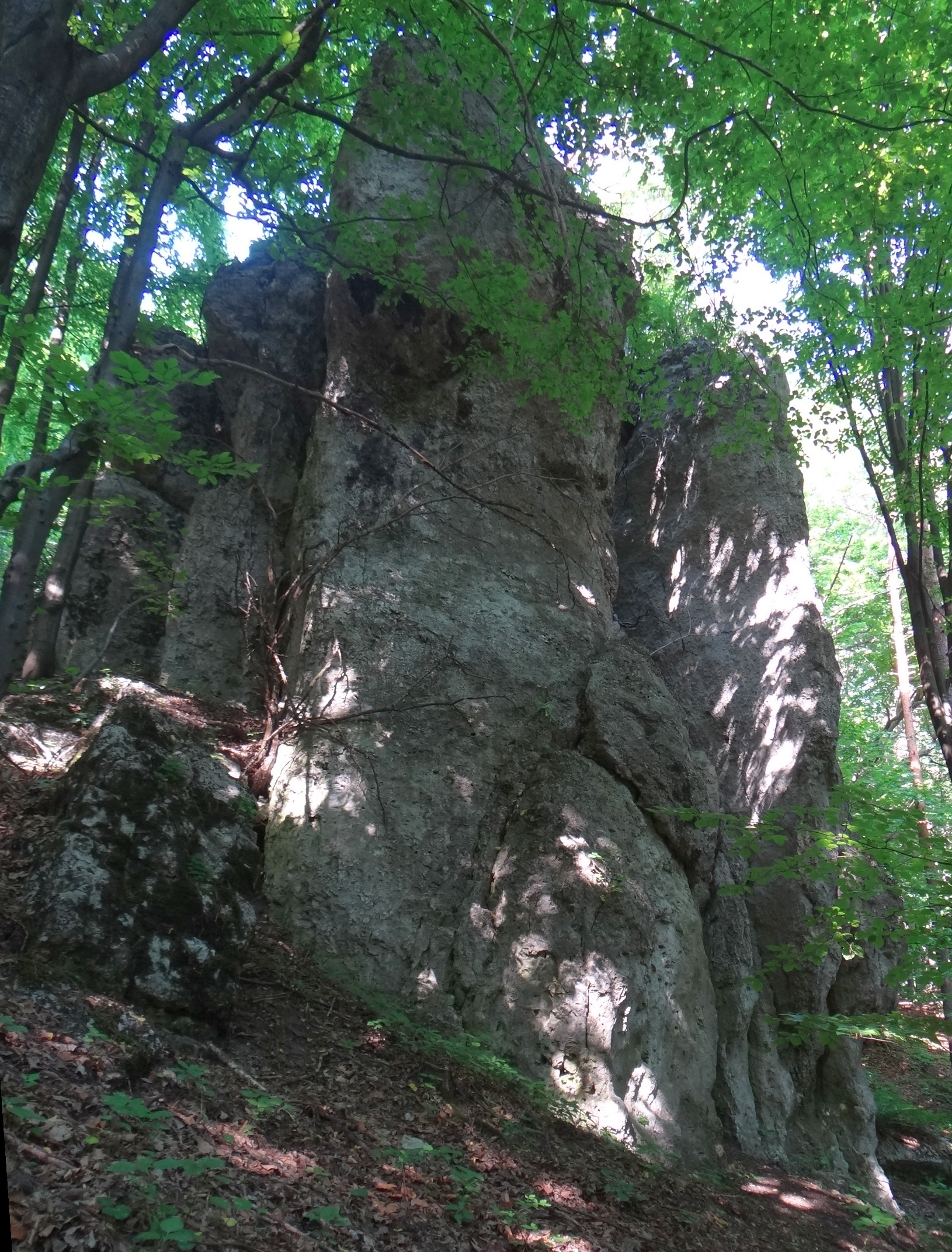
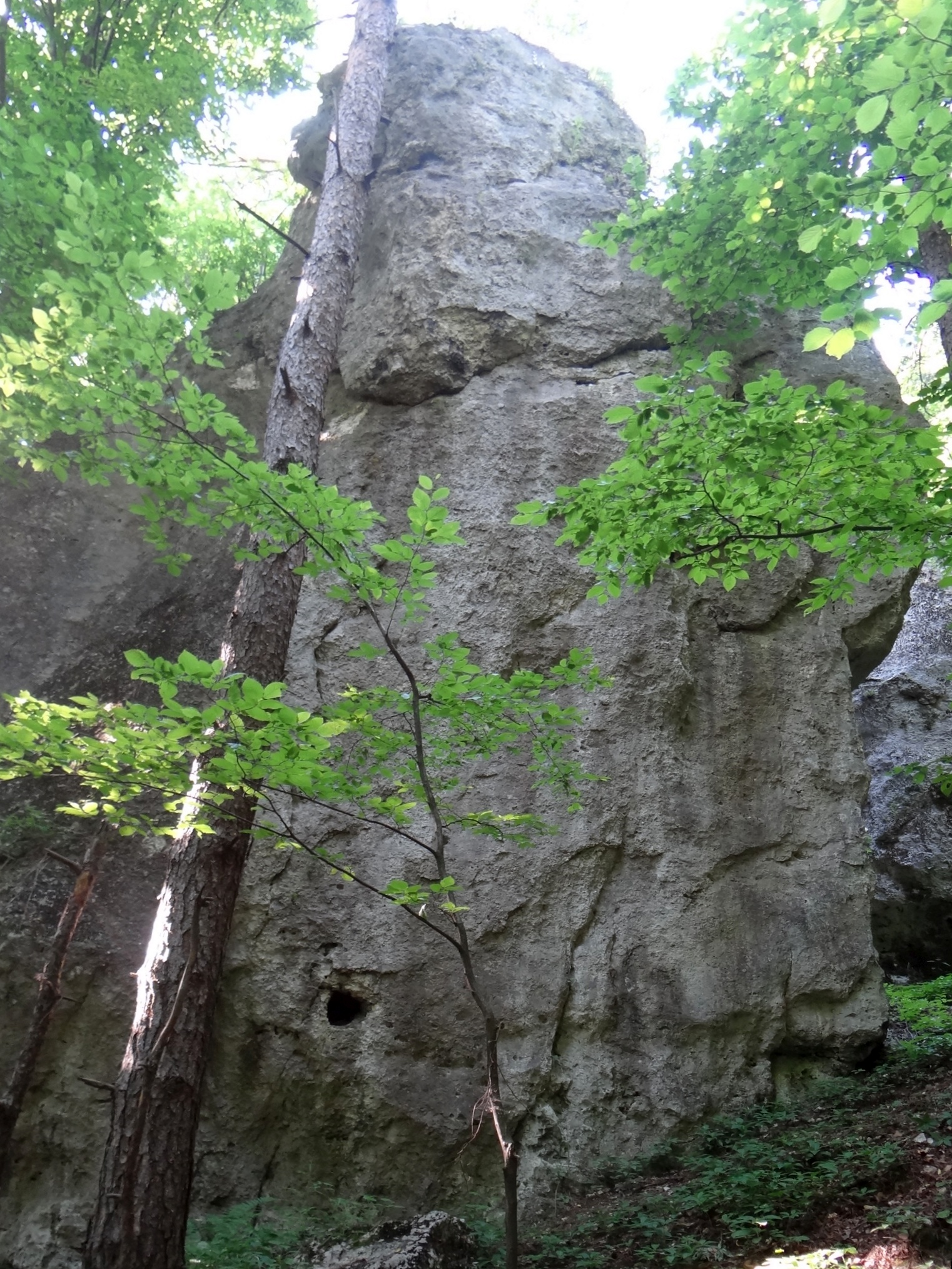
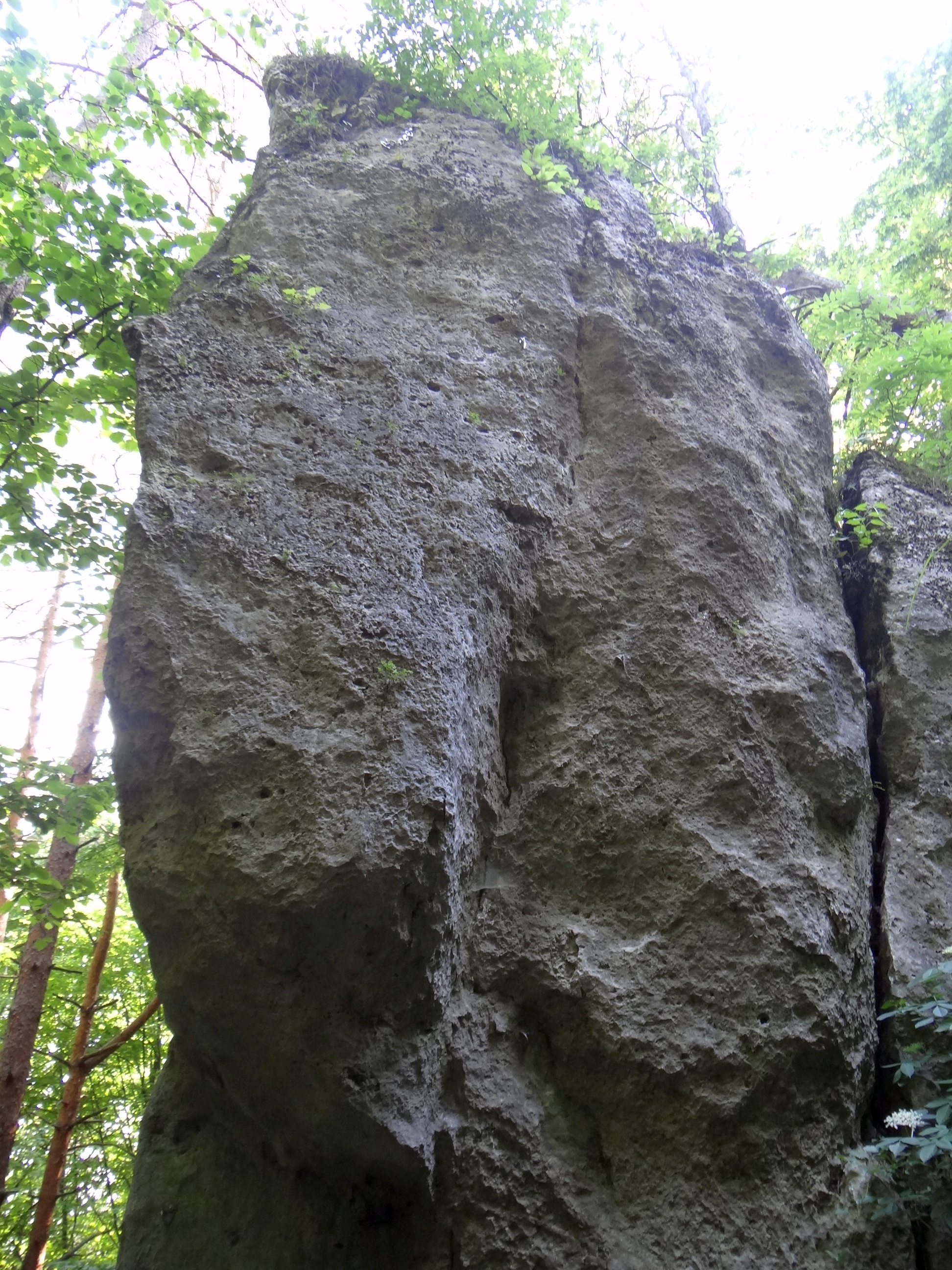
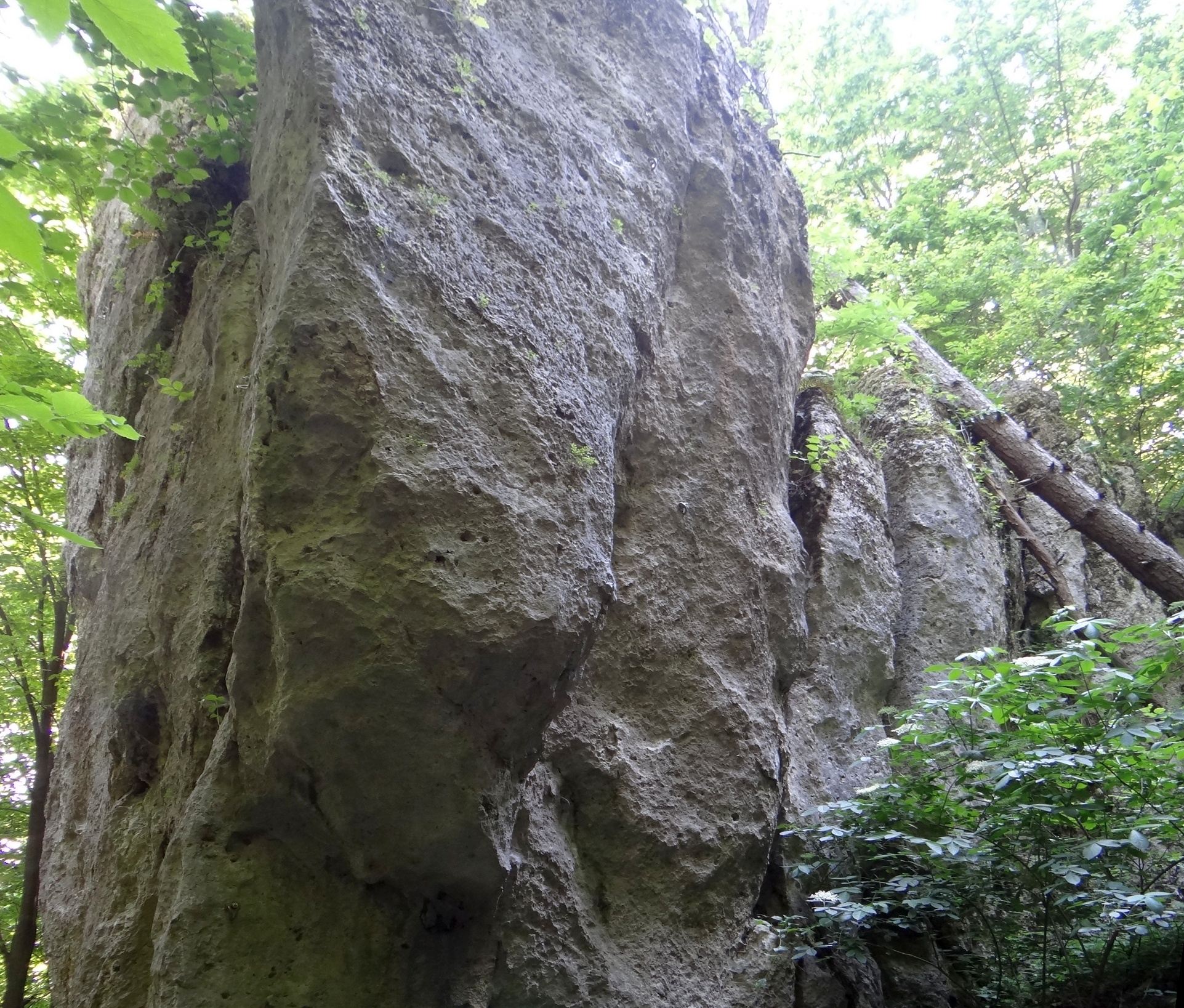

3. Dojrzała jukstapozycja VI.4, 5 p +b
4. Prostak; VI.3, trad.
5. Gburak; VI, trad., trad.
6. Ostentacyjna dezynwoltura; VI.2+, 3p + b
7. Infantylna idolatria; VI.3+, 3p +b[1].

Drogi wspinaczkowe poprowadzono tu w 2017 roku. Wśród wspinaczy skalnych Półtusza jest mało popularna. 50 m poniżej Półtuszy jest druga skała wspinaczkowa – Kopytko. Wraz z innymi skałami wchodzą w skład geostanowiska Skały na Górze Świniuszka